# Проспект Валерія Лобановського
Проспе́кт Вале́рія Лобано́вського — проспект у Солом'янському та Голосіївському районах міста Києва, місцевости Чоколівка, Олександрівська слобідка, Пронівщина, Монтажник, Совки, Ширма, Деміївка. Простягається від Севастопольської до Деміївської площі.
Прилучаються вулиці Максима Токарева, Богодухівська, Максима Кривоноса, Братів Зерових, Василя Овсієнка, Олексіївська, Озерна, Василя Барки, Златопільська, Григорія Кочура, Дачна, Донська, Андрія Головка, Оборонна, Караїмський провулок, Народна вулиця, Новонародний провулок, Крутогірна вулиця, проїзд без назви до Крутогірної вулиці, вулиці Похила, Володимира Брожка, Совські ставки, вулиці Холодноярська, Наталії Лотоцької, Мистецька, проїзд без назви до Костанайської вулиці, Фрометівська вулиця, проїзд до Фрометівської вулиці (колишній Фрометівський провулок) і Деміївська вулиця.

## Історія
Проспект було сформовано шляхом об'єднання ряду вулиць, що існували раніше:
- Совської[1] (виникла близько 1897 року, від сучасної Деміївської площі до району Гетьманської вулиці),
- Семена Палія (виникла у 1950-х роках, від Народної вулиці до Совських ставків, до 1958 року — Ново-Крутогорна вулиця[2]).
- 1-ї Софіївської (виникла у 2 половині 1930-х років, від Дачної вулиці (Григорія Кочура) до тупика поблизу Народної вулиці, 1965 року була об'єднана з Червонозоряною вулицею[3]),
- Червонозоряної (виникла у 2-й половині 1940-х років, від сучасної Севастопольської площі до Дачної вулиці, до 1953 року — 481-ша Нова вулиця[4]),

1974 року на базі цих вулиць і ще ряду старих проїздів було сформовано єдину магістраль, яка отримала назву Червонозоряний проспект.
Сучасна назва на честь українського футболіста, тренера Валерія Лобановського — з 2015 року. Нова назва зумовлена розташуванням на проспекті Ліцею №319, де навчався Валерій Лобановський.

## Проспект у наш час

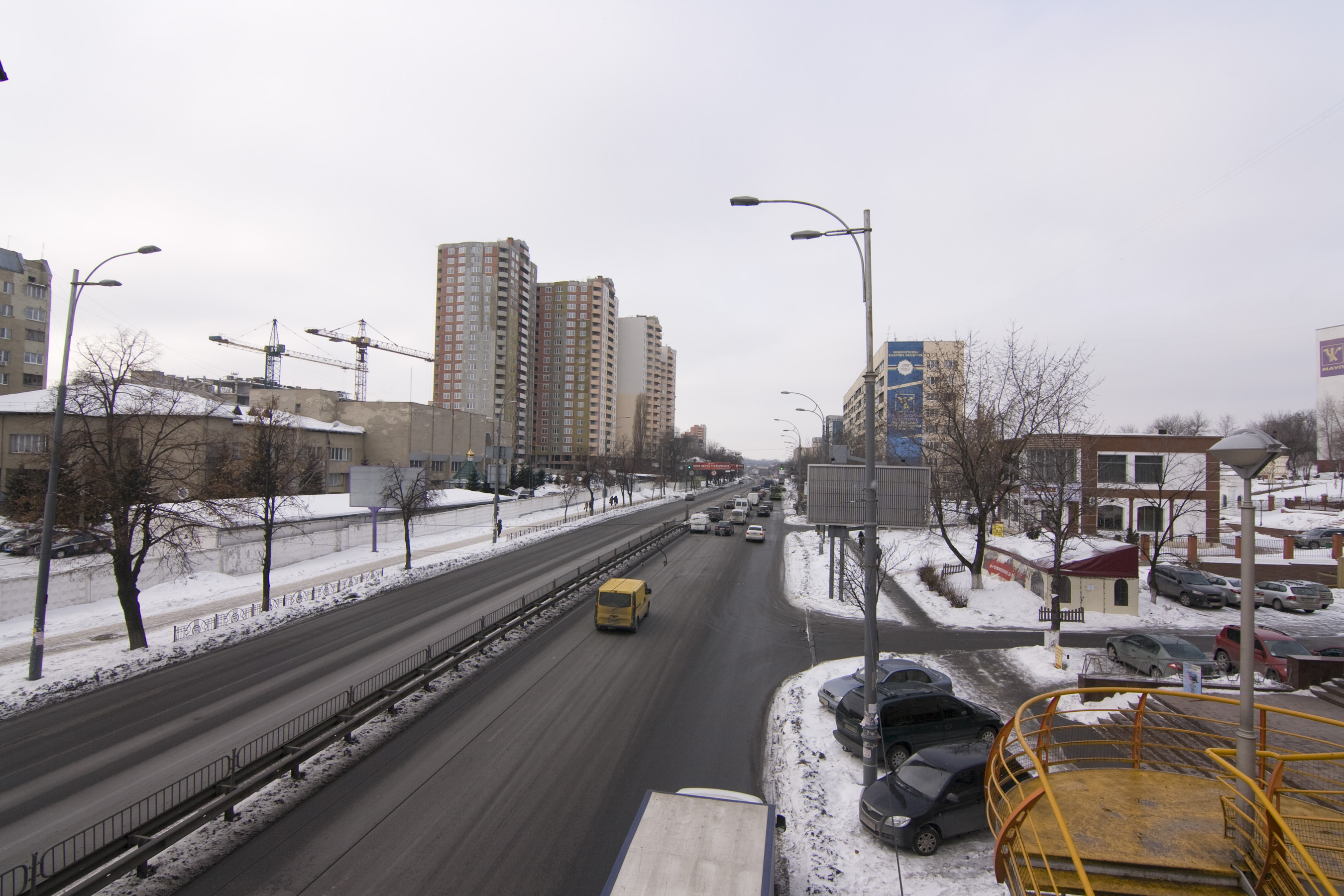
Проспект Валерія Лобановського, січень 2013 року

Є частиною Малої окружної дороги Києва. 2004 року було проведено реконструкцію проспекту, внаслідок чого було ліквідовано більшість світлофорів, збудовано 4 підземні переходи та прокладено нову тролейбусну лінію (до того з 1963 року до 25 травня 2004 року існував автобусний маршрут № 17). Відтоді проспектом курсує єдиний тролейбусний маршрут №42 (Станція метро «Либідська» - Вулиця Олега Ольжича).

### Періодросійського вторгнення в Україну (2022)
Уранці 26 лютого 2022 року одна з ракет РФ влучила в 25-типоверховий житловий будинок № 6-А на рівні 18-го — 21-го поверхів, що призвело до поранення кількох мешканців та зруйнування квартир на цих поверхах. Згодом будинок було відновлено.

## Особливості проспекту
Більша частина забудови проспекту — одноповерхова та приватна. В середній частині проспекту знаходяться Совські ставки — унікальне заповідне урочище в центральній частині міста зі збереженою екосистемою, являє собою великі заболочені луки зі ставками, очеретовими зарослями та вербами.

## Цікаві факти
У кінцевій частині проспекту збереглася 1-2 поверхова забудова кінця XIX — початку XX століття. Зокрема, збереглася будівля школи, в якій навчався Валерій Лобановський(будинок № 148), у честь якого названо проспект.

### Будинки (багатоповерхові)

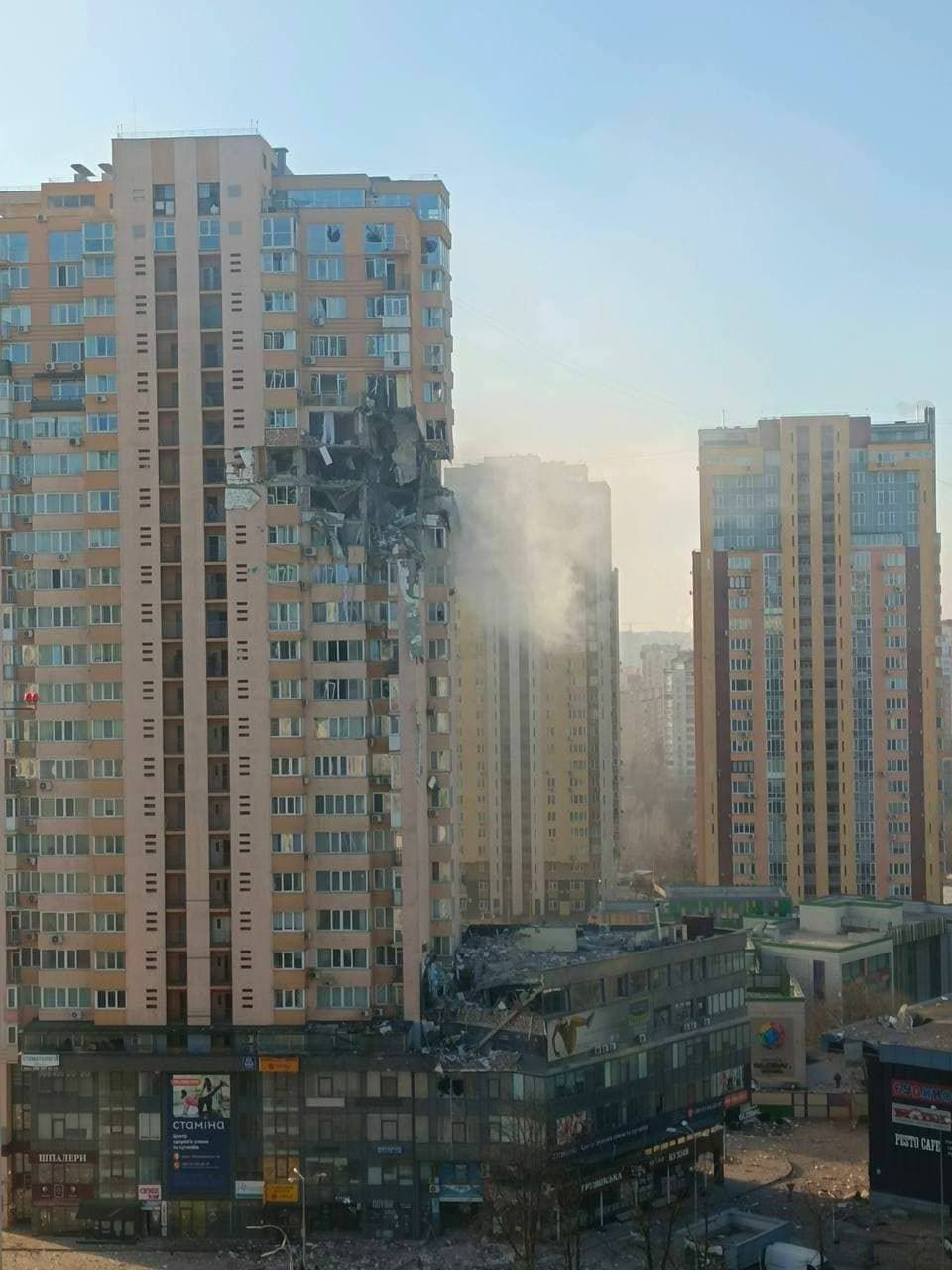
Будинок 6-А після обстрілу 26 лютого 2022

| Номер будинку | Серія                                                     | Кількість поверхів | Дата спорудження              |
| ------------- | --------------------------------------------------------- | ------------------ | ----------------------------- |
| 2             | Медичний комплекс (пологовий будинок+районна поліклініка) | 2,2,5              | 1940-ві—1970-ті               |
| 3             | Індивідуальний проєкт                                     | 5                  | 1950-ті                       |
| 4а            | Індивідуальний проєкт                                     |                    | 2007–2009                     |
| 4б            | Індивідуальний проєкт                                     |                    | 2007–2010                     |
| 5             | Індивідуальний проєкт                                     | 6                  | 1954                          |
| 5а            |                                                           | 9                  | 1974                          |
| 6             | Школа                                                     | 5                  | 1956; реконструкція 2004–2008 |
| 6б            | Індивідуальний проєкт                                     |                    | 2007–2009                     |
| 6г            | Індивідуальний проєкт                                     |                    | 2007–2009                     |
| 6д            | Індивідуальний проєкт                                     |                    | 2007–2009                     |
| 7/2           | Індивідуальний проєкт                                     | 4                  | між 1947 та 1956              |
| 9/1           | Індивідуальний проєкт                                     | 16                 | 1998                          |
| 10            | Гуртожиток                                                | 9                  | 1980-ті                       |
| 12            | Індивідуальний проєкт                                     | 16                 | 1998                          |
| 14            | Індивідуальний проєкт                                     | 10,12              | 1999                          |
| 15/7          |                                                           | 2                  | 1970-ті                       |
| 17            | Медичний комплекс                                         | 5                  | 1990-ті                       |
| 18            | Індивідуальний проєкт                                     | 16                 | 1992                          |
| 23            |                                                           | 4                  | 1954                          |
| 25            |                                                           | 4                  | 1954                          |
| 27            |                                                           | 9                  | 1973                          |
| 29            |                                                           | 9                  | 1971                          |
| 31            |                                                           | 9                  | 1971                          |
| 33            |                                                           | 9                  | 1971                          |
| 35            | Хрущовка                                                  | 5                  | 1962                          |
| 37            | «Башта Вулиха»                                            | 14                 | 1979                          |
| 39а           | «Башта Вулиха»                                            | 14                 | 1979                          |
| 39б           | «Башта Вулиха»                                            | 14                 | 1979                          |
| 41            |                                                           | 5                  | 1960                          |
| 51            | Індивідуальний проєкт (наукова установа)                  | 9                  | 1980-ті                       |
| 53            |                                                           | 5                  | 1960                          |
| 55            | Хрущовка                                                  | 5                  | 1973                          |
| 96            | Індивідуальний проєкт                                     | 9                  | 1996                          |
| 98            | Гуртожиток                                                | 9                  | 1980-ті                       |
| 115           | Промислові споруди                                        | 4                  | 1970-ті                       |
| 115а          | Промислові споруди (паровий млин Берлізова)               | 2                  | бл. 1905–1910                 |
| 115б          |                                                           | 3                  | 1950-ті                       |
| 117           |                                                           | 9                  | 1969                          |
| 119           | Промислові споруди                                        | 6                  | 1970-ті                       |
| 123           | Індивідуальний проєкт                                     | 5                  | 1950-ті                       |
| 140           | Дореволюційні будинки                                     | 2                  | 1905                          |
| 140 а         | Дореволюційні будинки                                     | 2                  | 1905                          |
|               |                                                           |                    |                               |